# 추영우
추영우(한국 한자: 秋泳愚, 1999년 6월 5일 ~ )는 대한민국의 배우이다. 2021년 웹드라마 You Make Me Dance로 데뷔했다.

## 학력
- 한솔중학교 (졸업)
- 한솔고등학교 (졸업)
- 한국예술종합학교 연극원 연기과 (재학)

## 출연 작품

### 영화
| 연도   | 제목                                      | 역할   | 비고              |
| ------ | ----------------------------------------- | ------ | ----------------- |
| 2021년 | 당신의 근처                               | 김수현 | 한예종 단편영화   |
| 2021년 | 다이브                                    | 석민우 | 한예종 졸업영화제 |
| 미정   | 오늘 밤, 세계에서 이 사랑이 사라진다 해도 | 김재원 | 주연              |

### 드라마
| 연도   | 방송사    | 제목                   | 역할                     | 비고          |
| ------ | --------- | ---------------------- | ------------------------ | ------------- |
| 2021년 | W-STORY   | You Make Me Dance      | 송시온                   | 웹드라마      |
| 2021년 | KBS2      | 경찰수업               | 박민규                   | 조연          |
| 2021년 | KBS2      | 학교 2021              | 정영주                   | 주연          |
| 2022년 | tvN       | O'PENing - 바벨 신드롬 | 장하늘                   | 주연          |
| 2022년 | 카카오 TV | 어쩌다 전원일기        | 한지율                   | 웹드라마      |
| 2023년 | KBS2      | 오아시스               | 최철웅                   | 주연          |
| 2024년 | JTBC      | 옥씨부인전             | 송서인 (천승휘) / 성윤겸 | 주연, 1인 2역 |
| 2025년 | 넷플릭스  | 중증외상센터           | 양재원                   | 주연          |
| 2025년 | 넷플릭스  | 광장                   | 이금손                   | 조연          |
| 2025년 | tvN       | 견우와 선녀            | 배견우                   | 주연          |

### 광고
- 2025년 버거킹

## 수상 및 후보
| 연도 | 시상식                             | 부문                            | 작품                     | 결과 |
| ---- | ---------------------------------- | ------------------------------- | ------------------------ | ---- |
| 2021 | KBS 연기대상                       | 남자 신인연기상                 | 경찰수업, 학교 2021      | 후보 |
| 2023 | 제9회 에이판 스타 어워즈           | 웹 드라마 남자 연기상           | 어쩌다 전원일기          | 수상 |
| 2023 | 2023 올해의 브랜드 대상            | 신인 남자배우                   | 빈칸                     | 수상 |
| 2023 | KBS 연기대상                       | 남자 신인연기상                 | 오아시스                 | 수상 |
| 2023 | KBS 연기대상                       | 남자 인기상                     | 오아시스                 | 후보 |
| 2023 | KBS 연기대상                       | 미니시리즈 부문 남자 우수연기상 | 오아시스                 | 후보 |
| 2025 | 제61회 백상예술대상                | 방송부문 남자 신인연기상        | 옥씨부인전               | 수상 |
| 2025 | 2025 브랜드 고객충성도 대상        | 라이징스타 부문                 | 빈칸                     | 수상 |
| 2025 | 2025 아시아 스타 엔터테이너 어워즈 | 더 베스트 아티스트 (배우)       | 옥씨부인전, 중증외상센터 | 수상 |
| 2025 | 2025 아시아 스타 엔터테이너 어워즈 | 글로벌 라이징 아티스트          | 옥씨부인전, 중증외상센터 | 수상 |
| 2025 | 제4회 청룡 시리즈 어워즈           | 신인남우상                      | 중증외상센터             | 수상 |